# 포르투갈 왕비 오스트리아의 카탈리나
오스트리아의 카탈리나(스페인어: Catalina de Austria, 1507년 1월 14일 ~ 1578년 2월 12일)는 포르투갈 국왕 주앙 3세의 왕비로, 카스티야의 펠리페 1세와 카스티야의 후아나 사이에서 태어난 막내딸이다. 형제로는 프랑스 왕비 엘레오노르, 신성 로마 제국 황제 카를 5세, 덴마크 왕비 엘리사베트, 신성 로마 제국 황제 페르디난트 1세, 헝가리 왕비 마리어가 있다.
1525년 2월 10일 사촌오빠 주앙 3세(이모 아라곤의 마리아의 아들)와 결혼했다. 두 사람 사이에서는 아홉 명의 아이들이 태어났지만 대부분이 요절했고, 유일한 후계자였던 주앙 마누엘조차 자신의 아들이 태어나는 것을 보지 못하고 죽었다. 카탈리나는 유복자인 손자 세바스티앙을 대신해 약 5년간 포르투갈의 섭정을 맡았다.

## 가족관계
- 외조부 : 페르난두 2세
- 외조모 : 이사벨 1세
- 부 : 카스티야의 펠리페 1세
- 모 : 카스티야의 후아나
- 언니 : 프랑스 왕비 엘레오노르
  - 형부 : 마누엘 1세
  - 형부 : 프랑수아 1세
- 오빠 : 카를 5세
  - 올케(사촌 겸 시누이) : 포르투갈의 이자벨라
    - 조카 : 펠리페 2세
- 언니 : 덴마크 왕비 엘리사베트
  - 형부 : 크리스티안 2세
- 오빠 : 신성 로마 제국 황제 페르디난트 1세
  - 올케 : 보헤미아와 헝가리의 안나
- 언니 : 헝가리 왕비 마리어
  - 형부 : 러요시 2세
- 이모 : 아라곤의 캐서린
  - 이모부 : 헨리 8세
- 시아버지(이모부 겸 형부) : 마누엘 1세
- 시어머니(이모) : 아라곤의 마리아
- 남편(사촌) : 주앙 3세
  - 아들 : 아폰수(1526년)
  - 딸 : 마리아 마누엘라(1527~1545) 스페인 왕비(펠리페 2세와 결혼)
  - 딸 : 이자벨(1528~1529)
  - 딸 : 베아트리스(1530)
  - 아들 : 마누엘(1531~1537)
  - 아들 : 펠리페(1533~1539)
  - 아들 : 디니스(1535~1537)
  - 아들 : 주앙 마누엘(1537~1554)
    - 며느리 : 오스트리아의 후아나(1535~1573)
      - 손자 : 세바스티앙

  - 아들 : 안토니오(1539~1540)